# Wilczyn
Wilczyn è un comune rurale polacco del distretto di Konin, nel voivodato della Grande Polonia.
Ricopre una superficie di 83,12 km² e nel 2004 contava 6 363 abitanti.